# 16ª edizione dei Critics' Choice Awards
La 16ª edizione dei Critics' Choice Movie Awards si è tenuta il 14 gennaio 2011 presso l'Hollywood Palladium, premiando le migliori produzioni del 2010. Le nomination erano state annunciate il 13 dicembre 2010.
Il 20 giugno 2011 al Beverly Hills Hotel di Los Angeles si è invece tenuta la 1ª edizione dei Critics' Choice Television Awards.

## Critics' Choice Movie Awards

### Miglior film
- The Social Network, regia di David Fincher
- 127 ore (127 Hours), regia di Danny Boyle
- Il cigno nero (Black Swan), regia di Darren Aronofsky
- Il Grinta (True Grit), regia di Joel ed Ethan Coen
- Inception, regia di Christopher Nolan
- Il discorso del re (The King's Speech), regia di Tom Hooper
- The Fighter, regia di David O. Russell
- Un gelido inverno (Winter's Bone), regia di Debra Granik
- The Town, regia di Ben Affleck
- Toy Story 3 - La grande fuga (Toy Story 3), regia di Lee Unkrich

### Miglior attore
- Colin Firth – Il discorso del re (The King's Speech)
- Jeff Bridges – Il Grinta (True Grit)
- Robert Duvall – The Funeral Party (Get Low)
- Jesse Eisenberg – The Social Network
- James Franco – 127 ore (127 Hours)
- Ryan Gosling – Blue Valentine

### Miglior attrice
- Natalie Portman – Il cigno nero (Black Swan)
- Annette Bening – I ragazzi stanno bene (The Kids Are All Right)
- Nicole Kidman – Rabbit Hole
- Jennifer Lawrence – Un gelido inverno (Winter's Bone)
- Noomi Rapace – Uomini che odiano le donne (Män som hatar kvinnor)
- Michelle Williams – Blue Valentine

### Miglior attore non protagonista
- Christian Bale – The Fighter
- Andrew Garfield – The Social Network
- Jeremy Renner – The Town
- Sam Rockwell – Conviction
- Mark Ruffalo – I ragazzi stanno bene (The Kids Are All Right)
- Geoffrey Rush – Il discorso del re (The King's Speech)

### Miglior attrice non protagonista
- Melissa Leo – The Fighter
- Amy Adams – The Fighter
- Helena Bonham Carter – Il discorso del re (The King's Speech)
- Mila Kunis – Il cigno nero (Black Swan)
- Hailee Steinfeld – Il Grinta (True Grit)
- Jacki Weaver – Animal Kingdom

### Miglior giovane interprete
- Hailee Steinfeld – Il Grinta (True Grit)
- Elle Fanning – Somewhere
- Jennifer Lawrence – Un gelido inverno (Winter's Bone)
- Chloë Grace Moretz – Blood Story (Let Me In)
- Chloë Grace Moretz – Kick-Ass
- Kodi Smit-McPhee – Blood Story (Let Me In)

### Miglior cast corale
- The Fighter
- Il discorso del re (The King's Speech)
- I ragazzi stanno bene (The Kids Are All Right)
- The Social Network
- The Town

### Miglior regista
- David Fincher – The Social Network
- Darren Aronofsky – Il cigno nero (Black Swan)
- Danny Boyle – 127 ore (127 Hours)
- Joel ed Ethan Coen – Il Grinta (True Grit)
- Tom Hooper – Il discorso del re (The King's Speech)
- Christopher Nolan – Inception

### Migliore sceneggiatura originale
- David Seidler – Il discorso del re (The King's Speech)
- Mike Leigh – Another Year
- Mark Heyman, Andres Heinz e John McLaughlin – Il cigno nero (Black Swan)
- Scott Silver, Paul Tamasy ed Eric Johnson – The Fighter
- Christopher Nolan – Inception
- Lisa Cholodenko e Stuart Blumberg – I ragazzi stanno bene (The Kids Are All Right)

### Migliore sceneggiatura non originale
- Aaron Sorkin – The Social Network
- Simon Beaufoy e Danny Boyle – 127 ore (127 Hours)
- Debra Granik e Anne Rosellini – Un gelido inverno (Winter's Bone)
- Joel ed Ethan Coen – Il Grinta (True Grit)
- Ben Affleck, Peter Craig e Aaron Stockard – The Town
- Michael Arndt – Toy Story 3 - La grande fuga (Toy Story 3)

### Miglior fotografia
- Wally Pfister – Inception
- Anthony Dod Mantle – 127 ore (127 Hours)
- Matthew Libatique – Il cigno nero (Black Swan)
- Danny Cohen – Il discorso del re (The King's Speech)
- Roger Deakins – Il Grinta (True Grit)

### Miglior scenografia
- Guy Hendrix Dyas – Inception
- Stefan Dechant – Alice in Wonderland
- Therese DePrez e Tora Peterson – Il cigno nero (Black Swan)
- Netty Chapman – Il discorso del re (The King's Speech)
- Jess Gonchor e Nancy Haigh – Il Grinta (True Grit)

### Miglior montaggio
- Lee Smith – Inception
- Jon Harris – 127 ore (127 Hours)
- Andrew Weisblum – Il cigno nero (Black Swan)
- Kirk Baxter e Angus Wall – The Social Network

### Migliori costumi
- Colleen Atwood – Alice in Wonderland
- Amy Westcott – Il cigno nero (Black Swan)
- Jenny Beavan – Il discorso del re (The King's Speech)
- Mary Zophres – Il Grinta (True Grit)

### Miglior trucco
- Alice in Wonderland, regia di Tim Burton
- Il cigno nero (Black Swan), regia di Danny Boyle
- Il Grinta (True Grit), regia di Joel ed Ethan Coen
- Harry Potter e i Doni della Morte - Parte 1 (Harry Potter and the Deathly Hallows - Part 1), regia di David Yates

### Migliori effetti visivi
- Inception, regia di Christopher Nolan
- Alice in Wonderland, regia di Tim Burton
- Harry Potter e i Doni della Morte - Parte 1 (Harry Potter and the Deathly Hallows - Part 1), regia di David Yates
- Tron: Legacy, regia di Joseph Kosinski

### Miglior sonoro
- Inception, regia di Christopher Nolan
- 127 ore (127 Hours), regia di Danny Boyle
- Il cigno nero (Black Swan), regia di Darren Aronofsky
- The Social Network, regia di David Fincher
- Toy Story 3 - La grande fuga (Toy Story 3), regia di Lee Unkrich

### Miglior film d'animazione
- Toy Story 3 - La grande fuga (Toy Story 3), regia di Lee Unkrich
- Cattivissimo me (Despicable Me), regia di Pierre Coffin e Chris Renaud
- Dragon Trainer (How to Train Your Dragon), regia di Chris Sanders e Dean DeBlois
- L'illusionista (L'Illusionniste), regia di Sylvain Chomet
- Rapunzel - L'intreccio della torre (Tangled), regia di Nathan Greno e Byron Howard

### Miglior film d'azione
- Inception, regia di Christopher Nolan
- Kick-Ass, regia di Matthew Vaughn
- Red, regia di Robert Schwentke
- The Town, regia di Ben Affleck
- Unstoppable - Fuori controllo (Unstoppable), regia di Tony Scott

### Miglior film commedia
- Easy Girl (Easy A), regia di Will Gluck
- Colpo di fulmine - Il mago della truffa (I Love You Phillip Morris), regia di Glenn Ficarra e John Requa
- Cyrus, regia di Jay e Mark Duplass
- In viaggio con una rock star (Get Him to the Greek), regia di Nicholas Stoller
- Notte folle a Manhattan (Date Night), regia di Shawn Levy
- I poliziotti di riserva (The Other Guys), regia di Adam McKay

### Miglior film per la televisione
- The Pacific, regia di Tim Van Patten, David Nutter, Jeremy Podeswa, Graham Yost, Carl Franklin e Tony To
- Temple Grandin - Una donna straordinaria (Temple Grandin), regia di Mick Jackson
- You Don't Know Jack - Il dottor morte (You Don't Know Jack), regia di Barry Levinson

### Miglior film straniero
- Uomini che odiano le donne (Män som hatar kvinnor), regia di Niels Arden Oplev • Svezia/Danimarca
- Biutiful, regia di Alejandro González Iñárritu • Messico/Spagna
- Io sono l'amore, regia di Luca Guadagnino • Italia

### Miglior film documentario
- Waiting for "Superman", regia di Davis Guggenheim
- Exit Through the Gift Shop, regia di Banksy
- Inside Job, regia di Charles Ferguson
- Restrepo - Inferno in Afghanistan (Restrepo), regia di Tim Hetherington e Sebastian Junger
- Joan Rivers: A Piece of Work, regia di Ricki Stern e Anne Sundber
- The Tillman Story, regia di Amir Bar-Lev

### Miglior canzone
- If I Rise, Dido e Allah Rakha Rahman (scritta da Allah Rakha Rahman, Dido e Rollo Armstrong) – 127 ore (127 Hours)
- I See the Light, Mandy Moore e Zachary Levi (scritta da Alan Menken e Glenn Slater) – Rapunzel - L'intreccio della torre (Tangled)
- Shine, John Legend (scritta da John Legend) – Waiting for "Superman"
- We Belong Together, Randy Newman (scritta da Randy Newman) – Toy Story 3 - La grande fuga (Toy Story 3)
- You Haven't Seen the Last of Me, Cher (scritta da Diane Warren) – Burlesque

### Migliore colonna sonora
- Trent Reznor e Atticus Ross – The Social Network
- Carter Burwell – Il Grinta (True Grit)
- Alexandre Desplat – Il discorso del re (The King's Speech)
- Clint Mansell – Il cigno nero (Black Swan)
- Hans Zimmer – Inception

## Critics' Choice Television Awards
La prima edizione dei Critics' Choice Television Awards si è celebrata il 20 giugno 2011 al Beverly Hills Hotel di Los Angeles. La cerimonia è stata presentata da Cat Deeley ed è stata trasmessa in diretta sul canale televisivo via cavo ReelzChannel e sul sito internet dell'emittente VH1.
Le candidature erano state annunciate il 6 giugno 2011. Ad annunciare i vincitori si sono alternati Scott Bakula, Connie Britton, Kevin Connolly, Kaley Cuoco, Zooey Deschanel, Jenna Elfman, Sarah Michelle Gellar, Gillian Jacobs, Rob McElhenney, B. J. Novak, Tyler Posey, Adam Scott, Sam Trammell, Wilmer Valderrama, Elijah Wood e il proprietario della Broadcast Television Journalists Association Sam Rubin.
Nel corso della serata Danny DeVito ha ricevuto il premio speciale icona televisiva. Joey Berlin, presidente pro tempore della BTJA, ha spiegato che il riconoscimento è dovuto ai suoi contributi sia davanti che dietro la cinepresa, ma anche fuori dal set. Danny DeVito, secondo Berlin, ha mantenuto un ruolo di primo piano in campo televisivo dai tempi della sitcom del 1978 Taxi, in cui ha interpretato il più grande personaggio di sempre secondo TV Guide, fino ai giorni nostri con la sitcom C'è sempre il sole a Philadelphia.
Inoltre, per la cetegoria nuova serie tv più promettente sono stati presentati i trailer di otto nuove serie televisive programmate per l'estate e l'autunno 2011. Il riconoscimento è stato assegnato pari merito a tutte le otto serie candidate.
Segue una lista delle categorie con i rispettivi candidati. I vincitori sono evidenziati in grassetto in cima all'elenco di ciascuna categoria.

### Miglior serie tv drammatica
Mad Men
- Boardwalk Empire - L'impero del crimine (Boardwalk Empire)
- Dexter
- Friday Night Lights
- Fringe
- The Good Wife
- Justified
- The Killing
- Il Trono di Spade (Game of Thrones)
- The Walking Dead

### Miglior attore in una serie tv drammatica
Jon Hamm – Mad Men
- Steve Buscemi – Boardwalk Empire - L'impero del crimine (Boardwalk Empire)
- Kyle Chandler – Friday Night Lights
- Michael C. Hall – Dexter
- William H. Macy – Shameless
- Timothy Olyphant – Justified

### Miglior attrice in una serie tv drammatica
Julianna Margulies – The Good Wife
- Connie Britton – Friday Night Lights
- Mireille Enos – The Killing
- Elisabeth Moss – Mad Men
- Katey Sagal – Sons of Anarchy
- Anna Torv – Fringe

### Miglior attore non protagonista in una serie tv drammatica
John Noble – Fringe
- Alan Cumming – The Good Wife
- Walton Goggins – Justified
- Shawn Hatosy – Southland

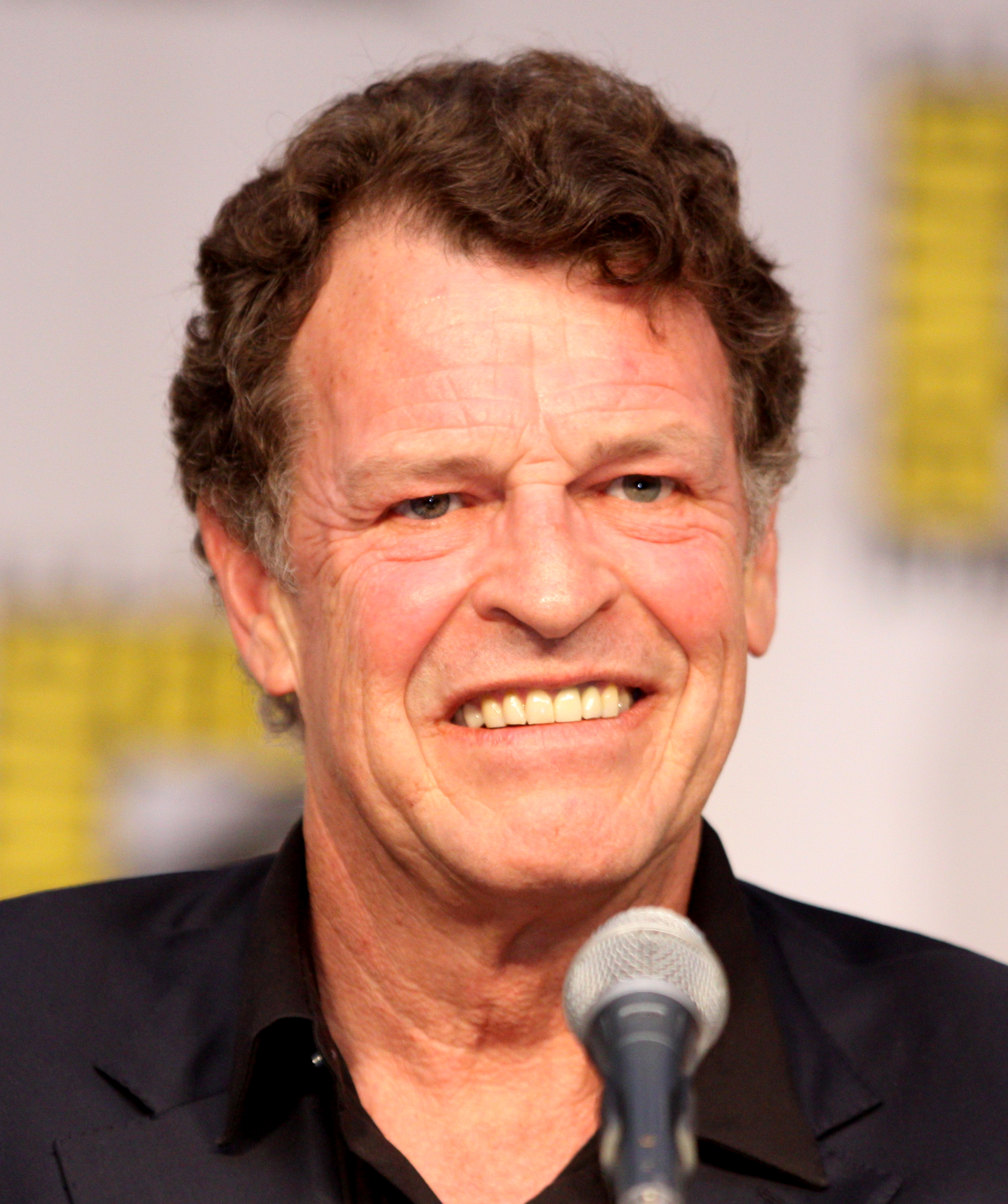
John Noble, miglior attore non protagonista in una
serie tv drammatica

- Michael Pitt – Boardwalk Empire - L'impero del crimine (Boardwalk Empire)
- John Slattery – Mad Men

### Miglior attrice non protagonista in una serie tv drammatica
Christina Hendricks – Mad Men

Margo Martindale – Justified
- Michelle Forbes – The Killing
- Kelly Macdonald – Boardwalk Empire - L'impero del crimine (Boardwalk Empire)
- Archie Panjabi – The Good Wife
- Chloë Sevigny – Big Love

### Miglior serie tv commedia
Modern Family
- Archer
- The Big Bang Theory
- Community
- Glee
- Louie
- The Middle
- The Office
- Parks and Recreation
- 30 Rock

### Miglior attore in una serie tv commedia
Jim Parsons – The Big Bang Theory
- Alec Baldwin – 30 Rock
- Steve Carell – The Office
- Louis C.K. – Louie
- Charlie Day – C'è sempre il sole a Philadelphia (It's Always Sunny in Philadelphia)
- Joel McHale – Community

### Miglior attrice in una serie tv commedia
Tina Fey – 30 Rock
- Courteney Cox – Cougar Town
- Edie Falco – Nurse Jackie - Terapia d'urto (Nurse Jackie)
- Patricia Heaton – The Middle
- Martha Plimpton – Aiutami Hope! (Raising Hope)
- Amy Poehler – Parks and Recreation

### Miglior attore non protagonista in una serie tv commedia

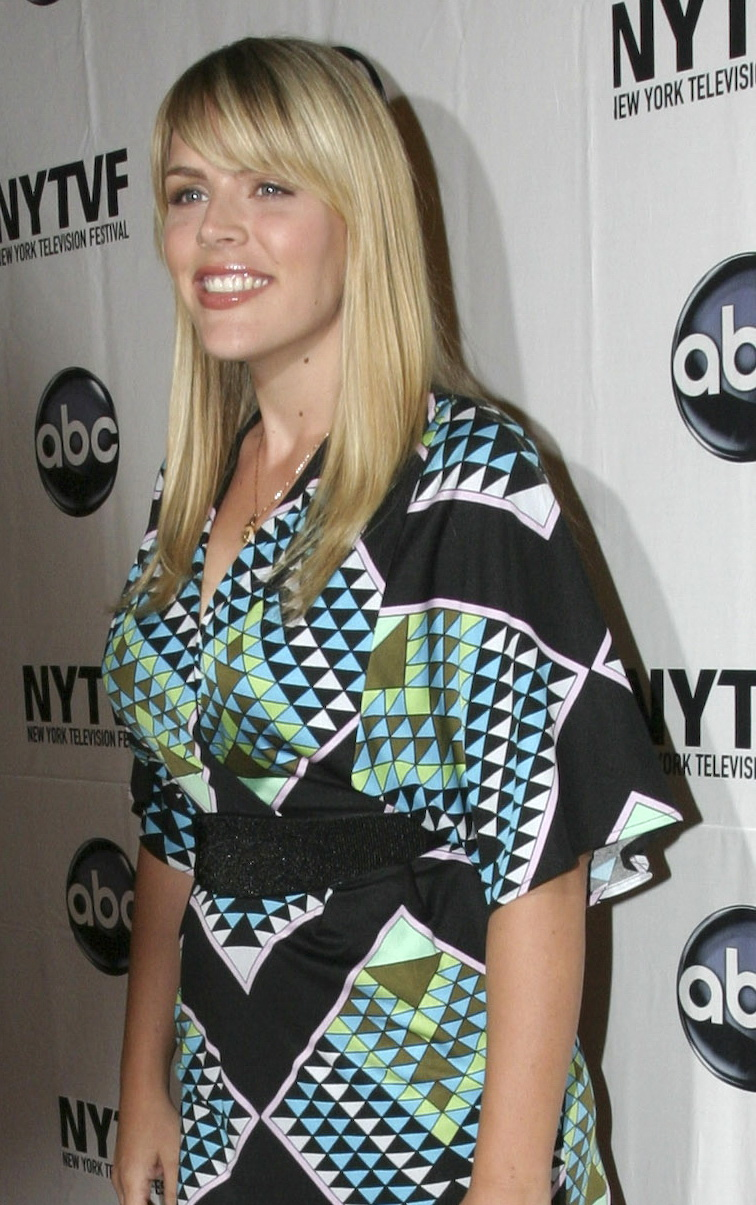
Busy Philipps, miglior attrice non protagonista in una serie tv commedia

Neil Patrick Harris – How I Met Your Mother
- Ty Burrell – Modern Family
- Nick Offerman – Parks and Recreation
- Ed O'Neill – Modern Family
- Danny Pudi – Community
- Eric Stonestreet – Modern Family

### Miglior attrice non protagonista in una serie tv commedia
Busy Philipps – Cougar Town
- Julie Bowen – Modern Family
- Jane Krakowski – 30 Rock
- Jane Lynch – Glee
- Eden Sher – The Middle
- Sofía Vergara – Modern Family

### Miglior reality
Hoarders
The Real Housewives of Beverly Hills
- Extreme Makeover: Home Edition
- Sister Wives
- Undercover Boss

### Miglior talent show
American Idol
- The Amazing Race
- Dancing with the Stars
- Project Runway
- RuPaul's Drag Race
- Top Chef

### Miglior presentatore di un reality o talent show
Mike Rowe – Lavori sporchi (Dirty Jobs)
- Tom Bergeron – Dancing with the Stars
- Cat Deeley – So You Think You Can Dance
- Ty Pennington – Extreme Makeover: Home Edition
- Ryan Seacrest – American Idol

### Miglior talk show

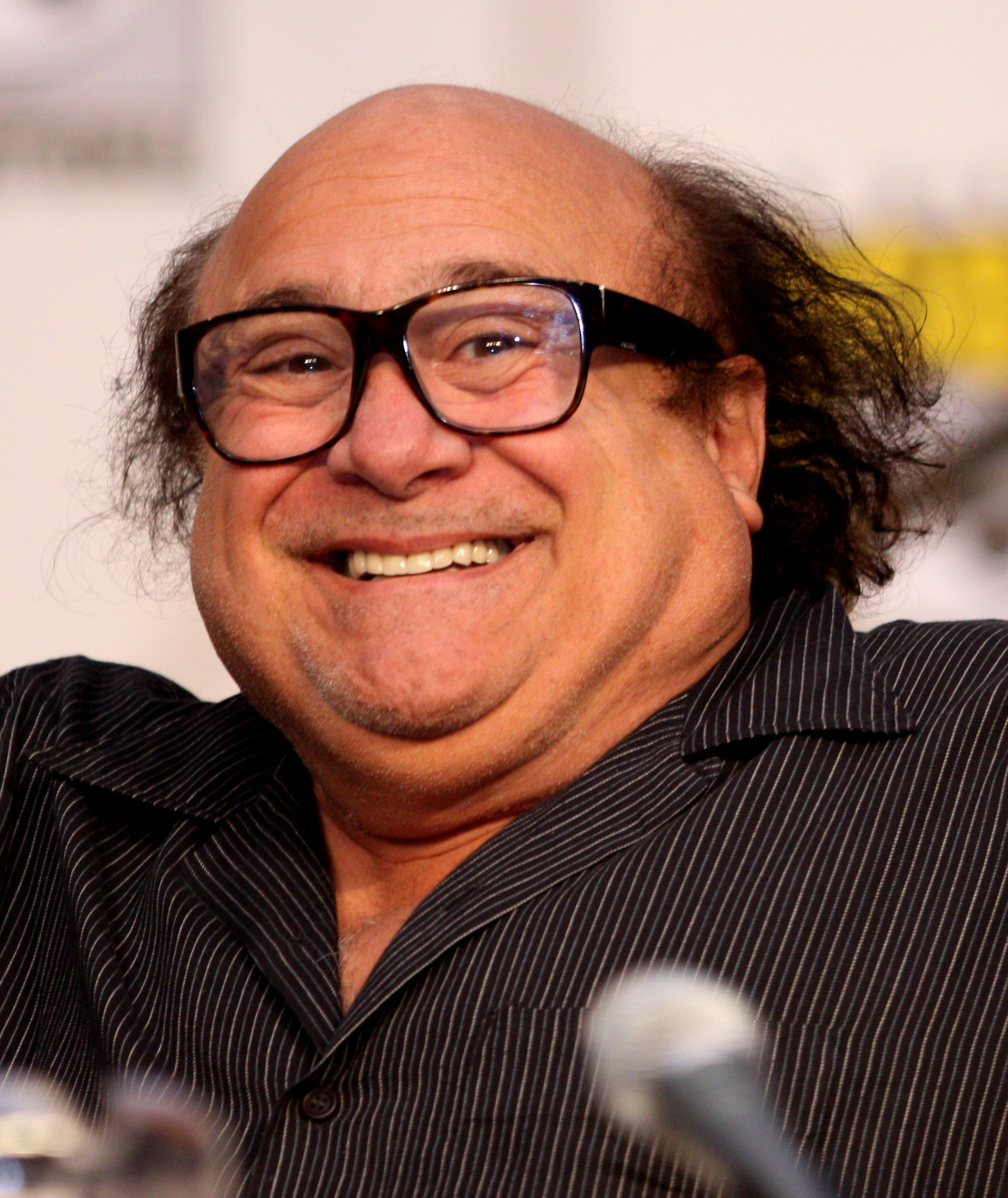
Danny DeVito, premio speciale icona televisiva

The Daily Show
- Chelsea Lately
- The Ellen DeGeneres Show

- Jimmy Kimmel Live!
- The Oprah Winfrey Show

### Nuova serie tv più promettente
Alcatraz

Non fidarti della str**** dell'interno 23 (Don't Trust the B---- in Apartment 23)

Awake

Falling Skies

New Girl

Ringer

Smash

Terra Nova

### Premio speciale icona televisiva
A Danny DeVito.